# Białooziersk (stacja kolejowa)
Białooziersk (biał. Белаазёрск, ros. Белоозёрск) – stacja kolejowa w miejscowości Białooziersk, w rejonie bereskim, w obwodzie brzeskim, na Białorusi. Leży na linii Bronna Góra – Białooziersk. Jest stacją krańcową tej linii.